# 新宅 (雲林縣)
新宅，是臺灣雲林縣西螺鎮的一個傳統地域名稱，位於該鎮東北部。相較於今日行政區，其範圍大致包括大新里不含西部中央地帶及西南端、埤頭里東北部凸出部分，以及莿桐鄉義和村北部中央凸出部分。

## 歷史
台灣清治末期至日治初期，新宅地區為一街庄，稱為「新宅庄」，隸屬於西螺堡。昔日該庄北隔西螺溪與潮洋厝庄相望，東及南與番仔庄為鄰，西邊為茄苳庄。
1901年（日治明治三十四年）11月，該庄隸屬於斗六廳。1909年（明治四十二年）10月，改隸屬於嘉義廳。1920年（大正九年），該庄改制為「新宅」大字，隸屬於臺南州虎尾郡西螺街。
戰後西螺街改制為西螺鎮，隸屬於雲林縣，大字亦改制為里。

## 濁水溪整治
1911年（明治四十四年），濁水溪開始進行治理工程，成立「濁水溪治水工事事務所」，分三期進行整治工作。縱貫線通車後，為了保護縱貫鐵路，在二水鐵路橋上下游兩岸興建下水埔、新虎尾、林內等堤防，將原來巨幅擺盪的河道截堵成現在的濁水溪樣貌。

## 聚落
本地區發展較早的聚落有新宅仔、大茄苳、四塊厝等，在日治期初期的官方地圖上已有記載。

## 交通
國道1號又稱「中山高速公路」，是貫穿台灣西部的兩條縱向高速公路之一，大致以北北東—南南西走向經過新宅地區西部邊界地帶，並於西南部邊界外緣的省道台1線交會處設有西螺交流道。由此可快速前往國道1號沿線各地。
省道台1線又稱「縱貫公路」，是台北至屏東楓港的傳統平面幹道，大致以北北西—南南東走向經過本地區西南部邊界外緣，並與國道1號交會於西螺交流道。由該道路向北北西轉北北東再轉北北西可經西螺市區東側前往溪州、北斗、田尾等地；向南南東轉東南經莿桐市區轉南再轉南南西可前往虎尾東北部、斗南、大埤東部等地。
縣道154號是麥寮鄉六輕廠至林內鄉的道路，也是雲林縣最北側的橫貫縣道，大致以西北西—東南東走向到達本地區西北部凸出部分的西南角，也就是國道1號高架橋下後，沿邊界繞大彎轉南南東，其後轉東入境並蜿蜒穿越大茄苳聚落，出聚落後轉東南東再轉東南，經新宅聚落轉南再轉東南出境。由該道路向西北西經國道1號高架橋下可前往西螺市區、二崙中北部、崙背中北部、麥寮的六輕廠等地；向東南轉東南微東可前往莿桐中北部、林內並止於省道台3線路口。
鄉道雲46線是大新至四塊厝的道路，其東北側端點（起點）位於本地區西部大茄苳聚落的縣道154號路口。由此向南南西直行，至本地區南部邊界轉西南西沿邊界蜿蜒而行，至四塊厝聚落轉西微南續沿邊界而行，出境後至茄苳地區東南端的國道1號西螺交流道外緣轉南南西進入埤頭垻地區東北端轉南南東與省道台1線併行，其後轉西南止於省道台1線路口。
鄉道雲47線是新宅至新莊仔的道路，其北側端點（起點）位於本地區東部邊界的縣道154號轉角路口。由此向西南微南沿邊界蜿蜒而行，經鄉道雲47-1線起點路口後出境，可前往番子、莿桐地區中部偏東北並止於省道台1線路口（新庄子聚落東南郊）。
鄉道雲47-1線是三汴頭至孩沙里的道路，其西北側端點（起點）位於本地區東部邊界南側的鄉道雲47線路口（三汴頭聚落東北郊）。由此向南南東可前往番子地區孩沙里聚落並止於聚落東郊的縣道156號路口。

## 學校
- 大新國小